# Moscow Music Peace Festival 1989
A Moscow Music Peace Festival egy kétnapos rockfesztivál volt 1989. augusztus 12-én és augusztus 13-án az egykori Szovjetunió területén. A koncerten az 1980-as évek népszerű külföldi hard rock, heavy metal együttesei léptek fel, illetve a Gorky Park zenekar, amely a Szovjetunióból indult el. A fesztivál fináléjában színpadra lépett az elhunyt Led Zeppelin-dobos John Bonham fia, Jason Bonham is. A Mötley Crüe és a Skid Row együttesek tagjaival közösen előadta a Led Zeppelin "Rock and Roll" című dalát.

## Fellépő együttesek
- Cinderella: Tom Keifer, Fred Coury, Jeff LaBar, Eric Brittingham
- Gorky Park: Alexie Belov, Nyikolaj Noszkov, Sasha Minkov, Jan Ianenkov, Sasha Lvov
- Scorpions: Klaus Meine, Matthias Jabs, Francis Buchholz, Herman Rarebell, Rudolf Schenker
- Skid Row: Sebastian Bach, Dave Sabo, Rob Affuso, Rachel Bolan, Scotti Hill
- Mötley Crüe: Vince Neil, Mick Mars, Nikki Sixx, Tommy Lee
- Ozzy Osbourne: Ozzy Osbourne, Zakk Wylde, Randy Castillo, Geezer Butler, John Sinclair
- Bon Jovi: Jon Bon Jovi, Richie Sambora, Alec John Such, Tico Torres, David Bryan

## Fordítás
Ez a szócikk részben vagy egészben  a   Moscow Music Peace Festival című angol Wikipédia-szócikk fordításán alapul.  Az eredeti cikk szerkesztőit annak laptörténete sorolja fel. Ez a jelzés csupán a megfogalmazás eredetét és a szerzői jogokat jelzi, nem szolgál a cikkben szereplő információk forrásmegjelöléseként.